# Улица
Улица је простор између стамбених објеката у неком насељу који служи за слободно кретање људи или возила. Често се поистовећује са термином пут. Улица може бити „једносмерна“, ако се саобраћај обавља само у једном смеру, „двосмерна“ ако се врши у оба смера и „пешачка зона“ ако је у њој забрањен саобраћај и уређена је само за пешаке. Пешачке зоне се најчешће налазе у центру већих градова, као на пример Кнез Михаилова улица у Београду. Током промене режима саобраћаја поједине једносмерне улице постају двосмерне и обрнуто, или им се у тим улицама забрањује саобраћај (што и обрнуто важи), или мењају смер одвијања саобраћаја, и то, уз постављање одговарајуће саобраћајне сигнализације (на пример: нови режим саобраћаја код "Политикине" зграде је уведен у Београду далеке 1996. године). Исто тако, током промене режима саобраћаја може доћи и до промене главне улице на раскрсници, и то, уз постављање одговарајуће саобраћајне сигнализације. У Београду су табле са називима улица дизајниране на различите начине; неки дизајни табли су направљени за једну или више одређених општина, као и за насеља, постоји и дизајн који означава улицу чији је назив подложан промени.
Реч улица се и даље понекад неформално користи као синоним за пут, на пример у вези са древном улицом Ватлинг, али становници града и урбанисти повлаче кључну модерну дистинкцију: главна функција пута је транспорт, док улице олакшавају интеракцију са јавношћу. Примери улица су пешачке улице, уличице и улице у центру града које су сувише претрпане да би друмска возила могла да прођу. Насупрот томе, јавни путеви и аутопутеви су типови путева, али мало ко би их назвао улицама.

## Улога у изграђеном окружењу

### Тротоар и бициклистички саобраћај
Тротоари (у Сједињеним Државама) или тротоари (у Великој Британији) се често налазе поред једне или обично обе стране улице унутар јавних појасева изван ивичњака. Тротоари служе саобраћајној сврси, чинећи ходање лакшим и привлачнијим, али такође имају и друштвену функцију, омогућавајући комшијама да се упознају и комуницирају током шетње. Они такође могу да подстичу економске активности, као што су куповни излози и кафићи на тротоару. Нека истраживања су указала да продавнице на улицама са тротоарима добијају више купаца него сличне продавнице без тротоара.

### Трамвајски колосеци
Трамваји се генерално сматрају еколошки прихватљивим са трамвајима који се крећу улицама са комбинацијом трамвајских трака или се користе одвојене трасе, понекад на одвојеном праву пута. Сигнализација и ефикасно кочење смањују ризик од удеса у трамвају.

### Идентитет
Неке улице се везују за улепшавање варошице или града. Гринвуд, Велики булевар Мисисипија, некада је проглашен једном од десет најлепших америчких улица од стране Привредне коморе САД и баштенских клубова Америке. Око хиљаду храстова дуж Гранд Булевара посадила је 1916. Сели Хамфрис Гвин, чартер чланица Гринвоод Гарден клуба. Године 1950, Гвин је добила цитат од Националног конгреса Кћери америчке револуције као признање за њен рад у очувању дрвећа.

## Култура
Улице се могу користити као културни простори, за дружење и уличне забаве или за јавне фестивале.
У Индији су неки градови одредили једну или више улица као „срећну улицу” или „улицу забаве”, затварајући их за моторни саобраћај на неколико сати или на дан, како би становницима омогућили да своју улицу користе за рекреационе активности. Градови који спроводе ову иницијативу су Колката, Мадурај, Висакапатнам и Бенгалуру.
У Сједињеним Државама, догађаји „отворене улице“ су организовани у Детроиту и Њујорку.